# Aalen
Aalen er en tysk by i delstaten Baden-Württemberg. Byen har et indbyggertal på 66.339 (2007). Aalen ligger ved floden Kocher omkring 70 km øst for Stuttgart og 50 km nord for Ulm.
Byen er anlagt omkring et romersk fort, der blev bygget omkring 150/160 e.Kr.

## Geografi
Aalen ligger ved floden Kocher, ved foden af Schwäbische Alb, som ligger syd og sydøst for byen. I nord ligger åslandskabet Ellwanger Berge. Aal er en lille flod, som kun løber indenfor byens territorium. Kocher ankommer til byen i syd fra Oberkochen og løber i nordlig retning gennem bydelen Unterkochen, passerer bykernen og bydelen Wasseralfingen, før den forlader byen i nord i retning af Hüttlingen. I nærheden af Aalen har også floderne Rems (ved Essingen vest for Aalen) og Jagst (ved Unterschneidheim øst for Aalen) deres udspring, begge er sidefloder af Neckar, i lighed med Kocher.
Byen ligger cirka 70 km øst for Stuttgart og 48 km nord for Ulm.

## Historie
Omkring 150-160 e.kr. lå der en lille romersk fæstning her, som husede kavalerienheden Ala II Flavia militaria. Denne position var strategisk vigtig på denne tid, eftersom den lå i nærheden af limes, (grænsen til Romerriget). Enheden bestod af 1000 soldater og var den største fæstning af Auxilia langs grænsen til Germanien. En civil bosætning lå ved siden af syd og øst for fæstningen. Romerne opgav fæstningen omkring 260, da de trak deres grænse mod Germanien tilbage til Rhinen og Donau. Alamannerne overtog så regionen. Det er fremsat en teori om, at navnet Aalen går tilbage til det romerske fort.
Første gang Aalen blev nævnt i middelalderen var i en indholdsliste i Ellwangen fra ca. 1136 som landsbyen Alon. Det er usikkert, om den fik byprivilegier af huset Hohenstaufen eller greverne af Oettingen, sandsynligvis i det 13. århundrede. Den blev først nævnt i skriftlige kilder i 1300-tallet, da den var underlagt greverne af Oettingen. Aalen var en rigsstad fra 1360 til 1802, da den blev annekteret af Württemberg. En alvorlig bybrand ramte byen i 1634. Den blev så sæde for en Oberamt, som landkreisen Aalen opstod fra i 1938. I 1973 blev denne slået sammen med landkreisen Schwäbisch Gmünd til det nye Ostalbkreis. I 1975 blev Wasseralfingen, en by med en tredjedel af indbyggerne i Aalen, slået sammen med Aalen.

## Transport
Aalen ligger direkte på A7 og er også godt forbundet til netværket af føderale veje (Bundesstraßen).
Jernbanestationen i Aalen er et regionalt trafikknudepunkt med Intercitytog på ruten Karlsruhe–Stuttgart–Aalen–Nürnberg, og regionale tog som går til Stuttgart, Ulm, Crailsheim og Donauwörth.
Det lokale bussystem er af høj kvalitet. Deres dobbeltdækkerbusser er blandt de få som er i brug i Tyskland.

## Sport
Städtisches Waldstadion er hjemmebanen for fodboldklubben VfR Aalen. Aalens brydeklub, KSV Aalen, er en af topklubberne i Tyskland, i lighed med brydeafdelingen i TSV Dewangen, som hører hjemme i kredsen Dewangen.

## Venskabsbyer
Aalen er venskabsby med:
- Saint-Lô, Frankrig
- Christchurch, England
- Tatabánya, Ungarn
- Antakya, Tyrkiet

## Ekstern henvisning
- Aalen Byens officielle hjemmeside